# Sant Fruitós de Castellterçol
Sant Fruitós de Castellterçol és una església parroquial de Castellterçol (Moianès) inclosa a l'Inventari del Patrimoni Arquitectònic de Catalunya. És al centre del nucli antic del poble actual de Castellterçol, a la plaça de l'Església, prop de la Casa de la Vila, en el punt més elevat de la població vella.

## Descripció
Església de tres naus amb planta de creu llatina i coberta a dues aigües. En el mur nord, a l'alçada de l'absis, es troba el campanar vuitavat, coronat per una terrassa amb balustres de pedra i gàrgoles zoomorfes.
En la façana trobem la portalada amb una obertura rectangular flanquejada per dues semicolumnes que sustenten un entaulament amb tríglifs i mètopes; a sobre hi ha un frontó trencat amb volutes i al centre una fornícula amb la imatge del sant titular. Per sobre hi ha una rosassa que dona llum a l'interior. El parament de l'edifici és de pedra picada.

## Història
L'església actual de Sant Fruitós és la tercera que s'ha erigit sobre el mateix solar des que l'any 964 es va jurar sobre el seu altar el testament del levita Guadamir. Segurament la primitiva església es devia erigir a finals del segle ix.
L'església primitiva, romànica, fou consagrada l'any 1111, el mateix dia que l'església de Sant Miquel del Castell, però d'aquell temple primigeni, ja no en queda res. El 1130, l'església amb la seva sufragània de Sant Julià d'Úixols fou cedida al monestir de l'Estany, el qual va crear una pabordia el 1406. Aquesta pabordia es va institucionalitzar a partir del 1430 i fou regida inicialment per canonges de l'Estany; fins al 1850 els seus rectors s'intitulaven pabordes.
L'església actual, gran, amb un magnífic campanar visible des de molt lluny, fou construïda sobretot al segle xvii. L'empresa es va dur a terme gràcies al delme sobre les collites, la prestació personal i els donatius. D'aquesta església parroquial depenia la sufragània de Sant Llogari de Castellet, fins que aquesta va ser bescanviada amb la parròquia veïna de Sant Martí de Granera per la de Sant Julià d'Úixols. També en depenies les altres esglésies i capelles del terme: l'esmentada de Sant Miquel del Castell, les de l'Hospital, del cementiri i de Sant Francesc, i les de les masies del terme: Sant Gaietà de la Ginebreda i Sant Bru de l'Oller.